# 莊陵 (西夏)
莊陵是中国西夏第六代皇帝桓宗李纯祐的陵墓。
莊陵位于宁夏回族自治区银川市西40公里贺兰山东麓平吉堡的西夏王陵建築群內。據史料記載，1206年正月二十日李纯祐被废，不久死去，年三十岁。在位十四年，谥昭简皇帝，庙号桓宗，葬于莊陵。依據昭穆次序推斷，可能是西夏王陵中的八號陵，但未有確切證據證實這一點。